# Afra (Eva Demski)
Afra ist ein „Roman in fünf Bildern“ der Autorin Eva Demski aus dem Jahr 1992 und zählt zu ihren bekanntesten Werken.

## Gliederung
Demski teilt das Buch in fünf Bilder ein. Die Bilder stehen für die jeweiligen Handlungsorte, wie zu Beginn das Gäu, später das München der 1960er Jahre und zuletzt der Flug nach Amerika.

### Erstes Bild
In einem bayerischen Gäu (Ackerlandschaft) nahe der tschechischen Grenze wird ein Jahr nach Kriegsende ein schwarzes Kind geboren. Das Dorf ist sehr konservativ und glaubt, der Teufel hätte dieses Kind geschickt, da damals niemand den schwarzen Soldat sah, der eine Nacht mit Theres, der Mutter des schwarzen Kindes, verbrachte. Sie spotten der Mutter und dem schwarzen Kind, beschimpfen beide immer wieder und sind sichtlich empört, als dieses Kind auch noch getauft wird und den Namen einer Heiligen bekommt. Afra! Nur die Großmutter von Theres, der Bürgermeister Rost und die Hebamme Aurelia halten zu Mutter und Kind. Die Großmutter zieht das kleine Mädchen liebevoll auf und achtet darauf, dass es genug Liebe von der Mutter bekommt, die das schwarze Kind anfangs gar nicht haben wollte. Als der Spott der Dorfbewohner gerade etwas abklingt, kehrt 1950, nach Jahren der Kriegsgefangenschaft, der Vater von Theres und Großvater von Afra zurück in das Dorf, das von Zivilisation und Industrialisierung noch nicht viel mitbekommen hat. Er schämt sich seines schwarzen Enkelkindes, wird ihm gegenüber aggressiv und misshandelt es, verbrennt ihm sogar die Hände. Durch Erzählungen der Urgroßmutter erfährt die kleine Afra, dass der Großvater schon immer aggressiv, herrisch und gewalttätig war und es vor dem Krieg noch schlimmer gewesen ist.
Zwei Jahre nach seiner Heimkehr stirbt zur Freude des Großvaters die alte Urgroßmutter, von der Afra immer am meisten Zuneigung, Liebe und Verständnis erhalten hat.

### Zweites Bild
Afra kommt in die Schule. Die Lehrer wechseln ständig, bis gar keiner mehr kommt und die Hebamme Aurelia die Bildung und Erziehung der Kinder übernimmt; sie möchte ihre Schützlinge auf das spätere Leben gut vorbereiten, das Afra und einige andere Mädchen ihren Wünschen nach in der Stadt verbringen sollen. Und während Afra zur Kommunion kommt, denkt auch ihre Mutter Theres darüber nach, vom Gäu weg zu gehen und nach München zu ziehen.

### Drittes Bild
In München angekommen, bemerkt Theres, dass das Leben in der Stadt nicht so ist, wie sie es sich vorgestellt hat und sehnt sich zurück ins Gäu. Um dort wieder zurückzukommen und weil ihr Afra immer ein Dorn im Auge war, verkauft sie ihre Tochter. Afra darf auf dem Dachboden des Schauspielers Fritz Rost wohnen, muss dafür aber bei ihm putzen. Ihren Lebensunterhalt finanziert sie sich als Putzfrau in einem Frisiersalon und im Krankenhaus. Aber auch in der Großstadt bleibt Afra ein Außenseiter. Ohne Freunde und Menschen, die sich um sie kümmern, rutscht sie ins Rotlichtmilieu ab, wo sie zwar auch Bekanntschaften mit Männern schließt, aber keiner näheren Kontakt zu ihr aufnimmt. Gefangen im Rotlichtmilieu wird sie schwanger und flieht nach Hause in Gäu, wo sie schon lange nicht mehr war, weil sie den Kontakt zu ihrer Mutter beinahe ganz abgebrochen hat.

### Viertes Bild
Dort liegt der Großvater im Sterben, und erst am Sterbebett bekommt er Anerkennung und Respekt von unerwarteter Seite, nämlich von seiner Enkelin Afra. Nach seinem Tod reist Afra mit der Hebamme nach Augsburg, in die Stadt ihrer Namenspatronin, der „Heiligen Afra“ oder Afra von Augsburg. Der Besuch in Kirchen gibt ihr sehr viel Kraft. Sie bringt ihre Tochter Nivea zur Welt, die im Gegensatz zu ihr sehr weiß ist und aus Angst, sie könne noch schwarz werden, stillt Afra sie nicht. Afra geht ans Theater und wird dort Schauspielerin und singt auch gelegentlich in Clubs, doch aus dem Rotlichtmilieu kommt sie nicht weg, auch nicht als sich mehrere Männer als Zuhälter von Afra herausstellen und sich an ihr vergreifen.
Nivea erbte das Talent der Schauspielerei und des Gesangs ihrer Mutter und steht ebenfalls sehr früh auf der Bühne; weil sie sich aber nie ganz geborgen bei ihrer Mutter fühlt, flieht sie eines Tages in den Zirkus und wird dort Sängerin. Sie erhält dort den Namen „Nachtigall“, weil sie für ihr Alter schon eine sehr ausgereifte Stimme hat.

### Fünftes Bild
Doch Nivea genügt dies nicht, und nach einiger Zeit im Zirkus flieht sie über Nacht nach Amerika, ohne sich von ihrer Mutter oder vom Zirkus zu verabschieden.
Noch während des Fluges überlegt sie, ob es richtig war zu gehen und ihre Mutter Afra und besonders die Großmutter Theres, zu der sie inzwischen eine innige Beziehung hat, zurückzulassen. Sie fragt sich, ob sie je wieder eine der beiden sehen wird. Während sie versucht einzuschlafen, denkt sie lange über das Gäu, ihre Mutter und ihre damit verbundene Kindheit nach und auch über Aurelia, die ihr immer geholfen hat und eine gute Freundin wurde. Dennoch freut sie sich auf ihr neues Leben in Amerika und beweist damit wieder einmal ihre Selbstständigkeit. Als Nivea aus dem Flugzeug steigt, denkt sie nochmals an die schwarze Mutter, die Großmutter Theres, die, wenn es ihr gut geht um diese Uhrzeit immer einen Mittagsschlaf macht und auch an Aurelia und hofft, alle irgendwann wiederzusehen. Mit dem Satz „I did it my way“ verlässt sie das Flugzeug.